# Lichkov
Lichkov är en ort i Tjeckien.   Den ligger i regionen Pardubice, i den östra delen av landet, 160 km öster om huvudstaden Prag. Lichkov ligger 525 meter över havet och antalet invånare är 573.
Terrängen runt Lichkov är huvudsakligen kuperad, men åt nordväst är den platt. Runt Lichkov är det ganska tätbefolkat, med 75 invånare per kvadratkilometer. Närmaste större samhälle är Králíky, 6,9 km öster om Lichkov. Omgivningarna runt Lichkov är en mosaik av jordbruksmark och naturlig växtlighet.